# Wissenschaftsrat (Deutschland)
Der Wissenschaftsrat ist ein wissenschaftspolitisches Beratungsgremium in Deutschland. Er wurde 1957 gegründet (konstituierende Sitzung 1958) und berät Bund und Länder in Fragen der inhaltlichen und strukturellen Weiterentwicklung des Hochschulsystems sowie der staatlichen Förderung von Forschungseinrichtungen. Der Sitz befindet sich in Berlin, die Geschäftsstelle ist in Köln angesiedelt.

## Aufgaben
Seine Beratungsfunktion erfüllt der Wissenschaftsrat hauptsächlich durch die Erarbeitung von Empfehlungen, die auch veröffentlicht werden. Diese Empfehlungen können sowohl einzelne wissenschaftliche Institutionen (Universitäten, Fachhochschulen, außeruniversitäre Forschungseinrichtungen) als auch übergreifende Fragestellungen des Wissenschaftssystems (zum Beispiel Hochschulzugang, Lehrerbildung, Hochschulmedizin) betreffen.

### Stellungnahmen (Auswahl)
In der jüngeren Vergangenheit äußerte sich der Wissenschaftsrat in seinen Stellungnahmen, Empfehlungen und Positionspapieren unter anderem zu den Themen:
- Friedens- und Konfliktforschung[3][4][5],
- Hochschulbau[6][7],
- Transformation des wissenschaftlichen Publizierens zu Open Access[8],
- Wissenschaftskommunikation[9][10].
- Wissenssicherheit[11][12]
- Personalstrukturen im deutschen Wissenschaftssystem[13][14]

2020 veröffentlichte er zudem ein Positionspapier „Impulse aus der COVID-19-Krise für die Weiterentwicklung des Wissenschaftssystems in Deutschland“.
Daneben hat der Wissenschaftsrat im Laufe der Zeit eine Reihe von Einzelaufgaben übernommen:
- Evaluation von außeruniversitären Forschungseinrichtungen, insbesondere der Leibniz-Gemeinschaft sowie der sog. Ressortforschung
- Institutionelle Akkreditierung von privaten und kirchlichen Hochschulen (seit 2001)
- Durchführung der Exzellenzinitiative bzw. Exzellenzstrategie (seit 2005, gemeinsam mit der Deutschen Forschungsgemeinschaft)
- Beratung des Bundes und der Länder zur Struktur der Forschungsförderung

| Name                 | Jahr | Jahr |
| Name                 | von  | bis  |
| -------------------- | ---- | ---- |
| Helmut Coing         | 1958 | 1961 |
| Ludwig Raiser        | 1961 | 1965 |
| Hans Leussink        | 1965 | 1969 |
| Reimar Lüst          | 1969 | 1972 |
| Theodor Heidhues     | 1972 | 1976 |
| Wilhelm A. Kewenig   | 1976 | 1979 |
| Andreas Heldrich     | 1979 | 1982 |
| Hans-Jürgen Engell   | 1982 | 1985 |
| Heinz Heckhausen     | 1985 | 1987 |
| Kurt Kochsiek        | 1987 | 1989 |
| Dieter Simon         | 1989 | 1993 |
| Gerhard Neuweiler    | 1993 | 1994 |
| Karl-Heinz Hoffmann  | 1994 | 1996 |
| Dagmar Schipanski    | 1996 | 1998 |
| Winfried Schulze     | 1998 | 2001 |
| Karl Max Einhäupl    | 2001 | 2006 |
| Peter Strohschneider | 2006 | 2011 |
| Wolfgang Marquardt   | 2011 | 2014 |
| Manfred Prenzel      | 2014 | 2017 |
| Martina Brockmeier   | 2017 | 2020 |
| Dorothea Wagner      | 2020 | 2023 |
| Wolfgang Wick        | 2023 |      |

## Trägerschaft und Organisation
Der Wissenschaftsrat ist eine Einrichtung auf der Grundlage eines Verwaltungsabkommens zwischen  Bund und Ländern.
Der Wissenschaftsrat wird von einem Vorsitzenden geleitet, seit Februar 2023 ist dies der Neurologe Wolfgang Wick.
Die Vollversammlung des Wissenschaftsrats besteht aus zwei gleichberechtigten Kommissionen:
- Die Wissenschaftliche Kommission besteht aus 24 Wissenschaftlern und 8 Repräsentanten des öffentlichen Lebens. Sie werden vom Bundespräsidenten berufen. Die 24 Wissenschaftler werden von der Deutschen Forschungsgemeinschaft, Leibniz-Gemeinschaft, der Hochschulrektorenkonferenz, Max-Planck-Gesellschaft, Helmholtz-Gemeinschaft und der Fraunhofer-Gesellschaft gemeinsam vorgeschlagen. Die 8 Repräsentanten des öffentlichen Lebens werden von Bundes- und Landesregierungen gemeinsam vorgeschlagen.[22]
- Die Verwaltungskommission besteht aus je einem entsandten Vertreter der sechzehn Länder und sechs Vertretern des Bundes, wobei letztere jedoch 16 Stimmen besitzen, so dass auch die Verwaltungskommission auf 32 Stimmen kommt. Vollversammlungen des Wissenschaftsrats finden vierteljährlich statt und müssen ihre Beschlüsse mit einer Zweidrittelmehrheit beschließen.

Die Geschäftsstelle des Wissenschaftsrats ist in Köln. Dort betreuen etwa 100 Mitarbeiter – davon 50 Wissenschaftler – die Arbeit des Wissenschaftsrats in seinen Gremien und Ausschüssen. Der Vorsitzende des Wissenschaftsrats wird jeweils für ein Jahr bestimmt und vertritt den Wissenschaftsrat nach außen. Generalsekretärin ist seit 1. Juli 2025 die Juristin Esther Seng, die vorher das Referat Grundsatzfragen leitete.

## Geschichte
Zunächst regelten die Länder die gemeinsame Finanzierung von Forschungseinrichtungen auf der Grundlage des Königsteiner Abkommens von 1949 (auf Grundlage von Artikel 30 Grundgesetz). Es wurde eine bundesweite Vergabe finanzieller Mittel für die Entwicklung und den Aufbau des deutschen Wissenschaftssystems gefordert.
Konrad Adenauer unterzeichnete am 5. September 1957 ein Verwaltungsabkommen über die Errichtung eines Wissenschaftsrats. Er solle erstmals einen Gesamtüberblick über die wissenschaftliche Arbeit in der Bundesrepublik geben und den Regierungen von Bund und Ländern Vorschläge für die Förderung der Wissenschaft unterbreiten.
Unterstützer der Gründung eines Wissenschaftsrats waren seit Mitte der 1950er Jahre führende Wissenschaftler und Politiker (der Präsident der Deutschen Forschungsgemeinschaft, Gerhard Hess, und Bundespräsident Theodor Heuss, der Wissenschaftler und Persönlichkeiten des öffentlichen Lebens in den Wissenschaftsrat berief und die konstituierende Sitzung am 6. Februar 1958 leitete).